# Бєлоносово
Білоносово (рос. Белоносово) — селище у Єткульському районі Челябінської області Російської Федерації.
Входить до складу муніципального утворення Білоносовське сільське поселення. Населення становить 1220 осіб (2010).

## Історія
Від 1 березня 1924 року належить до Єткульського району Челябінської області.
Згідно із законом від 16 листопада 2004 року органом місцевого самоврядування є Білоносовське сільське поселення.

## Населення
| 2002 | 2010  |
| ---- | ----- |
| 1146 | ↗1220 |